# Santa Ana (Cáceres)
Santa Ana es una villa y municipio español, en la provincia de Cáceres, comunidad autónoma de Extremadura. Pertenece al partido judicial de Trujillo. En el pasado se llamó Aldea del Pastor. Cuenta con una población de 307 habitantes (INE 2024).

## Límites del término municipal
Santa Ana tiene los siguientes límites:
- Ruanes y Trujillo al noroeste;
- La Cumbre al norte;
- Trujillo al noreste;
- Ibahernando al este;
- Robledillo de Trujillo al sur;
- Salvatierra de Santiago al oeste.

## Medio físico y natural
Al asentarse en la penillanura trujillano-cacereña, el relieve es llano y alomado. El término se encuentra en la transición de la citada penillanura y la sierra de Montánchez. Entre las alturas destacan la Calamocha y la loma denominada "la Barrera del Brujo". Baña el término el arroyo Gibranzos. El clima es de tipo Mediterráneo Subtropical; entre la vegetación autóctona destacan: la encina, el matorral, la jara, el cantueso, etc.

## Historia
En 1594 se denominaba Aldea el pastor y formaba parte de la Tierra de Trujillo en la Provincia de Trujillo
A la caída del Antiguo Régimen la localidad se constituye en municipio constitucional en la región de Extremadura, desde 1834 quedó integrado en el partido judicial de Trujillo. En el censo de 1842 contaba con 100 hogares y 548 vecinos.

## Demografía
Santa Ana cuenta con una población de 307 habitantes (INE 2024).
| Gráfica de evolución demográfica de Santa Ana entre 1842 y 2021                                                     |
| |
| Población de derecho según los censos de población del INE Población de hecho según los censos de población del INE |

## Patrimonio
Los principales monumentos de Santa Ana son los siguientes:
- Iglesia Parroquial- Iglesia parroquial católica bajo la advocación de Santa Ana, en la Archidiócesis de Mérida-Badajoz, Diócesis de Plasencia, arciprestazgo de Trujillo.[6] Edificio del siglo XVI, de estilo Barroco, en su interior hay un retablo del siglo XVIII. Un pórtico precede a las puertas de entrada. En el interior destaca sus bóvedas que descansan en arcos de medio punto.
- Casa de Pizarro: perteneció a los Pizarro-Carvajal, una de las ramas descendientes de los Pizarro de Trujillo, conquistadores del Perú. Sobre su puerta y su fachada figuran en piedra los escudos de armas de la familia. Su origen se remonta al siglo XVI, pero ha sido muy transformada en sucesivas etapas, adaptándola a los usos y necesidades de cada momento.
- Molino: A la orilla del Río Gibranzos, en la Dehesa Boyal, utilizado antiguamente para moler grano.

## Festividades
Las principales fiestas locales de Santa Ana son las siguientes:
- Martes de carnaval, la fiesta del Tizne y la Vaca donde los mozos antiguamente se disfrazaban de vaca tiznando a todos los vecinos que encontraban.
- Romería de la Virgen de la Dehesa, el tercer sábado de mayo.
- Fiestas Patronales de Santa Ana, el 25, 26 y 27 de julio.